# Тренчински край
Тренчинският край (на словашки: Trenčiansky kraj) е един от 8-те края на Словашката република. Административен център на окръга е град Тренчин. Разположен е в северозападната част на страната. Площта му е 4501 км², а населението е 577 464 души (по преброяване от 2021 г.).

## Административно деление
Тренчинският край се състои от 9 окръга (на словашки: okresy):
- окръг Бановце на Бебравоу (Bánovce nad Bebravou),
- окръг Илава (Ilava),
- окръг Миява (Myjava),
- окръг Нове Место над Вахом (Nové Mesto nad Váhom),
- окръг Партизанске (Partizánske),
- окръг Поважка Бистрица (Považská Bystrica),
- окръг Приевидза (Prievidza),
- окръг Пухов (Púchov),
- окръг Тренчин (Trenčín).